# John Rebus
John Rebus est un policier de fiction qui apparaît dans les romans d'Ian Rankin.

## Biographie fictive
Écossais, il est fils d'un hypnotiseur de spectacle et grandit dans un village de Fife. Il a un frère, Michael, qui a fait de la prison. Il intègre l'armée, ce qui le conduit en Irlande du Nord lors du conflit nord-irlandais. Après avoir tenté de s'engager dans le Special Air Service, John Rebus est entré dans la police d'Édimbourg. Il travaille comme détective inspecteur dans la Lothian and Borders Police. Il a une femme, Rhona, qui l'a quitté, car il travaillait trop, et une fille, Samantha. Il a ensuite une liaison avec une femme-médecin, Patience Aitken, qui le quitte pour les mêmes raisons.
C'est un policier intelligent, qui connaît le terrain comme sa poche, mais qui est « le plus désabusé des policiers », même s'il est obsédé par les enquêtes en cours de nature souvent très dure (tueur en série, secte de satanisme, pédophilie, corruption politique, crime de guerre...) et par son ennemi personnel, Big Ger Cafferty, le chef de la pègre d'Édimbourg, avec qui il entretient des rapports ambivalents.
Il a pour supérieur le superintendant Watson, surnommé "le Paysan", remplacé à son départ en retraite par Gill Templer, une collègue avec qui Rebus avait eu une liaison. Il a pour collègues et amis Brian Holmes, qui finit par quitter la police, et la jeune et prometteuse Siobhan Clarke.
Ses principaux passe-temps sont écouter de la musique (du rock des années 1970-1990, en particulier les Rolling Stones), et hanter les pubs où il boit de la bière et du whisky. Son problème d'alcool s'accentue au fil des romans, tout comme sa mauvaise humeur, ce qui le rend « cynique, marginal, râleur ». Pourtant, sous cette dure écorce, percent un sens de la débrouillardise et une réelle dose d'humanité « qui ont fait la popularité du personnage ».

## Romans de la sérieInspecteur John Rebus
1. Knots and Crosses (1987) Publié en français sous le titre L'Étrangleur d'Édimbourg, traduit par Frédéric Grellier, Paris, LGF, coll. « Le Livre de poche » no 37028, 2004  (ISBN 2-253-09055-7)
2. Hide and Seek (1991) Publié en français sous le titre Le Fond de l'enfer, traduit par Frédéric Grellier, Paris, LGF, coll. « Le Livre de poche » no 37044, 2004  (ISBN 2-253-09918-X)
3. Tooth and Nail (1992 - publié à l'origine sous le titre Wolfman) Publié en français sous le titre Rebus et le Loup-garou de Londres, traduit par Frédéric Grellier, Paris, LGF, coll. « Le Livre de poche » no 37102, 2005  (ISBN 2-253-10104-4)
4. Strip Jack (1992) Publié en français sous le titre Piège pour un élu, traduit par Frédéric Grellier, Paris, LGF, coll. « Le Livre de poche » no 37118, 2005  (ISBN 2-253-10103-6)
5. The Black Book (1993) Publié en français sous le titre Le Carnet noir, traduit par Michèle Witta et Frédéric Witta, Paris/Monaco, Éditions du Rocher, coll. « Thriller », 1998  (ISBN 2-268-03067-9) ; réédition, Paris, Gallimard, coll. « Folio policier » no 155, 2000  (ISBN 2-07-041078-1)
6. Mortal Causes (1994) Publié en français sous le titre Causes mortelles, traduit par Michèle Witta et Frédéric Witta, Paris/Monaco, Éditions du Rocher, coll. « Thriller », 1999  (ISBN 2-268-03257-4) ; réédition, Paris, Gallimard, coll. « Folio policier » no 260, 2002  (ISBN 2-07-041970-3)
7. Let it Bleed (1996) Publié en français sous le titre Ainsi saigne-t-il, traduit par Isabelle Maillet, Paris/Monaco, Éditions du Rocher, coll. « Thriller », 2000  (ISBN 2-268-03576-X) ; réédition, Paris, Gallimard, coll. « Folio policier » no 276, 2002  (ISBN 2-268-03576-X)
8. Black and Blue (1997) Publié en français sous le titre L'Ombre du tueur, traduit par Edith Ochs, Paris/Monaco, Éditions du Rocher, coll. « Thriller », 2002  (ISBN 2-268-04121-2) ; réédition, Paris, Gallimard, coll. « Folio policier » no 293, 2003  (ISBN 2-07-042324-7)
9. The Hanging Garden (1998) Publié en français sous le titre Le Jardin des pendus, traduit par Edith Ochs, Paris/Monaco, Éditions du Rocher, coll. « Thriller », 2002  (ISBN 2-268-04435-1) ; réédition, Paris, Gallimard, coll. « Folio policier » no 346, 2004  (ISBN 2-07-030445-0)
10. Dead Souls (1999) Publié en français sous le titre La Mort dans l'âme, traduit par Edith Ochs, Paris/Monaco, Éditions du Rocher, coll. « Thriller », 2004  (ISBN 2-268-05151-X) ; réédition, Paris, Gallimard, coll. « Folio policier » no 392, 2005  (ISBN 2-07-030089-7)
11. Set in Darkness (2000) Publié en français sous le titre Du fond des ténèbres, traduit par Aline Azoulay, Paris, Éditions du Masque, 2004  (ISBN 2-7024-3189-5) ; réédition, Paris, LGF, coll. « Le Livre de poche » no 37135, 2006  (ISBN 2-253-11305-0)
12. The Falls (2001) Publié en français sous le titre La Colline des chagrins, traduit par Daniel Lemoine, Paris, Éditions du Masque, 2005  (ISBN 2-7024-3191-7) ; réédition, Paris, LGF, coll. « Le Livre de poche » no 37201, 2007  (ISBN 978-2-253-11634-9)
13. Resurrection Men (2002) Publié en français sous le titre Une dernière chance pour Rebus, traduit par Freddy Michalski, Paris, Édition du Masque, 2006  (ISBN 2-7024-3190-9) ; réédition, Paris, LGF, coll. « Le Livre de poche » no 31175, 2009  (ISBN 978-2-253-12034-6)
14. A Question of Blood (2003) Publié en français sous le titre Cicatrices, traduit par Daniel Lemoine, Paris, Éditions du Masque, 2007  (ISBN 978-2-7024-3248-8) ; réédition, Paris, LGF, coll. « Le Livre de poche » no 31536, 2009  (ISBN 978-2-253-12496-2)
15. Fleshmarket Close (2004) Publié en français sous le titre Fleshmarket Close, traduit par Daniel Lemoine, Paris, Éditions du Masque, 2008  (ISBN 978-2-7024-3172-6) ; réédition, Paris, LGF, coll. « Le Livre de poche » no 31726, 2010  (ISBN 978-2-253-11612-7)
16. The Naming of the Dead (2006) Publié en français sous le titre L'Appel des morts, traduit par Daniel Lemoine, Paris, Éditions du Masque, 2009  (ISBN 978-2-7024-3330-0) ; réédition, Paris, LGF, coll. « Le Livre de poche » no 31962, 2010  (ISBN 978-2-253-13404-6)
17. Exit Music (2007) Publié en français sous le titre Exit Music, traduit par Daniel Lemoine, Paris, Éditions du Masque, 2010  (ISBN 978-2-7024-3432-1) ; réédition, Paris, LGF, coll. « Le Livre de poche » no 32730, 2012  (ISBN 978-2-253-16132-5)
18. Standing in Another Man's Grave (2012) - John Rebus est ici à la retraite et Malcolm Fox est également présent dans ce roman qui constitue donc aussi le 3e roman dans la série de ce personnage. Publié en français sous le titre Debout dans la tombe d'un autre, traduit par Freddy Michalski, Édition du Masque, 2014  (ISBN 978-2-7024-3928-9)
19. Saints of the Shadow Bible (2013) Publié en français sous le titre On ne réveille pas un chien endormi, Édition du Masque, 2015  (ISBN 978-2-7024-4156-5)
20. Even Dogs in the Wild (2015) Publié en français sous le titre Tels des loups affamés, Édition du Masque, 2015  (ISBN 978-2-7024-4631-7)

## Nouvelles de la sérieInspecteur John Rebus
- Beggars Banquet (2002), contient des nouvelles avec l'inspecteur Rebus, dont Trip Trap, Facing the Music, Death Is Not the End, etc., et d'autres nouvelles sans lui
- The Beat Goes On: The Complete Rebus Short Stories (2014)

## Adaptation télévisée
- 2000-2004 : Rebus (en), série télévisée britannique de 14 épisodes répartis sur quatre saisons, avec Ken Stott dans le rôle-titre

## Sources
: document utilisé comme source pour la rédaction de cet article.
- Jean Tulard, Dictionnaire du roman policier : 1841-2005. Auteurs, personnages, œuvres, thèmes, collections, éditeurs, Paris, Fayard, 2005, 768 p. (ISBN 978-2-915793-51-2, OCLC 62533410), p. 613